# Albert Nađ
Albert Nađ (szerbül: Алберт Нађ, magyarul: Nagy Albert Zimony, 1974. október 29. –) magyar származású szerb válogatott labdarúgó.
A jugoszláv válogatott tagjaként a 2000-es Európa-bajnokságon, a szerb-montenegrói válogatott színeiben pedig a 2006-os világbajnokságon vett részt.

## Sikerei, díjai
FK Partizan
- Jugoszláv bajnok (3): 1992–93, 1993–94, 1995–96
- Jugoszláv kupagyőztes (1): 1991–92, 1993–94
- Szerb-montenegrói bajnok (2): 2002–03, 2004–05